# Jack Baird
Jack Baird  (* 7. Februar 1996 in Glasgow) ist ein schottischer Fußballspieler. Der Mittelfeldspieler steht beim FC St. Johnstone unter Vertrag.

## Vereinskarriere
Jack Baird wurde im Jahr 1996 im schottischen Glasgow geboren. Seine Fußballkarriere begann er in der ca. 11 km westlich der Metropole gelegenen Stadt Paisley beim dort ansässigen FC St. Mirren. Für die Saints spielte er bis zur U-20, bevor er im November 2014 sein Profidebüt feiern konnte. Im Ligaspiel bei Hamilton Academical stand er in der Startelf in der von Tommy Craig betreuten Mannschaft. Am Saisonende 2014/15 stieg die der Verein aus der ersten Liga ab, der Vertrag von Baird wurde trotzdem um zwei weitere Jahre verlängert. Im Jahr 2018 gelang der Wiederaufstieg als Zweitligameister. Im September 2019 wurde Baird an den Zweitligisten Greenock Morton verliehen.